# Armand Lluent
Armand Lluent Ribalta (1943-2004) fue un pintor, dibujante y grabador español. 

## Vida y obra
Habiendo sido alumno en la escuela de la Lonja de García Morales y Jaume Muxart, en 1973 realiza su primera exposición individual en Barcelona, y desde entonces expuso en diversas galerías y centros de exposición de España, en Francia, Italia, Alemania y Suecia.
Toda su obra se centra en el tema de la eterna búsqueda del ser humano de su propio lugar en el universo, si bien experimentó una larga evolución formal, partiendo de una etapa expresionista inicial, en la que se refleja su admiración por Oskar Kokoschka y James Ensor.
Después de un largo viaje por la India, en 1982, que marcó su concepción sobre la existencia humana, inició una progresiva disolución del cuerpo humano. En 1985 le encargan un mural para la estación de Sants. Culminó este proceso de disolución e integración al cabo de una década con la representación de la persona a través únicamente de cabezas lanzadas al espacio. Al final de esta época realiza telas de gran formato que perfora para buscar nuevas dimensiones y a la vez modela las cabezas en fibra de vidrio. 
En 1988 crea un fondo para la investigación de la Esclerosis múltiple.
Después de este camino hacia la abstracción, en el que terminó sintetizando el concepto de humano en cabezas con varias caras, inició un proceso inverso, representando todo el cuerpo humano, aún en el espacio, de modo cada vez más anatómico. 
Pocos años antes de su muerte sus personajes ya habían tomado tierra, y el artista pinta básicamente en óleo sobre una especie de estuco preparado sobre madera con una técnica propia que le permitió desarrollar su pincelada rápida y extraer el máximo resultado a su gran técnica como dibujante. Con esta técnica pinta, entre el año 2000 y 2003 los retablos de la ermita de San Roque, en Blancas (Teruel).
Paralelamente a la pintura desarrolla un interesante trabajo como grabador, y su obra se expuso reiteradamente en la feria de grabado SAGA de Paris. En el campo del grabado cabe destacar su investigación en técnicas matéricas y su combinación con el tradicional grabado a punta seca. 
Muere en Barcelona en diciembre de 2004, a causa de una hepatitis cronificada que contrajo en su juventud.